# Bruno Barovero
Bruno Barovero (San Francisco, Provincia de Córdoba, Argentina, 1 de enero de 1990) es un basquetbolista argentino que se desempeña como escolta.

## Trayectoria

### Clubes
| Club                | País      | Año         |
| ------------------- | --------- | ----------- |
| Atenas              | Argentina | 2007 - 2009 |
| Ciclista Juninense  | Argentina | 2009 - 2010 |
| Atenas              | Argentina | 2010 - 2011 |
| San Isidro          | Argentina | 2011 - 2012 |
| Sportivo 9 de Julio | Argentina | 2012 - 2014 |
| Libertad            | Argentina | 2014 - 2015 |
| San Isidro          | Argentina | 2015 - 2016 |
| Unión de Santa Fe   | Argentina | 2016 - 2017 |
| Libertad            | Argentina | 2017 - 2018 |
| Peñarol             | Argentina | 2018        |
| Atenas              | Argentina | 2019        |
| San Isidro          | Argentina | 2019 - 2021 |